# NGC 5144
NGC 5144 este o galaxie spirală situată în constelația Ursa Mică. A fost descoperită în 6 mai 1791 de către William Herschel. Se află la o distanță de 50,7 de megaparseci de Pământ.